# Nazionale maschile di calcio delle Isole Marianne Settentrionali
La nazionale di calcio delle Isole Marianne Settentrionali è la rappresentativa calcistica dell'omonimo commonwealth. Non è membro della FIFA ma è stata associata all'OFC fino al 2009, quando è passata all'Asian Football Confederation.

## Storia
Nel dicembre 2006 la EAFF ha ammesso le Isole Marianne Settentrionali come membro provvisorio. La prima squadra partecipa principalmente ai Micronesia Games. Ha partecipato come membro provvisorio al turno preliminare della East Asian Cup 2008 perdendo entrambe le partite contro Guam.